# Golden Child
Golden Child (coréen : 골든 차일드), aussi connu sous l'abréviation GolCha, est un boys band sud-coréen formé en 2017 par le label Woollim Entertainment. Il se compose actuellement[Quand ?] de neuf membres : Daeyeol, Y, Jangjun, Seungmin, Jaehyun, Jibeom, Donghyun, Joochan et Bomin. Le groupe a débuté le 28 août 2017 avec le premier EP Gol-Cha.

## Histoire

### 2017: W Project, 2017 Woollim Pick et début avec Gol-cha!
En janvier 2017, Woollim entertainment annonce le lancement du W project,. Il s’agit d’un projet destiné à introduire les trainees de l’agence susceptibles de débuter prochainement au travers de plusieurs sorties musicales uniquement disponibles digitalement et accompagnées à chaque fois d’un clip mettant en scène les trainees concernés. Au total, cinq des onze membres de Golden Child ont ainsi été présentés : Joochan, Jangjun, Youngtaek (TAG), Daeyeol, Donghyun et Jaeseok.
Le 15 mai Woollim annonce officiellement le lancement d’un nouveau groupe, Golden Child, le deuxième boysband de l’agence sept ans après Infinite. Le 17 mai, le nom de tous les membres qui intégreront le groupe est dévoilé. Le 22 mai, le premier teaser de leur futur émission de téléréalité intitulé “Woollim Pick” est révélé. Le 9 août, quelques semaines avant leurs débuts, Woollim confirme que les membres du groupe feront un caméo dans le drama 20th Century Boy pour lequel ils interpréteront plus tard la chanson ‘Love Letter’, qui fait partie de la bande son originale de la série.
Le 28 août 2017, Golden Child débute officiellement avec leur premier EP Gol-Cha! Qui contient au total 6 pistes dont la chanson titre “Damdadi”. Leur premier showcase s’est tenu au Blue Square iMarket Hall le même jour que la sortie de leur album. Le 1er septembre, le groupe se produit pour la première fois de leur carrière dans une émission musicale, celle du Music Bank où ils interprètent “Damdadi” et “I Love You So”. Le 17 septembre, leur EP Gol-Cha! se place en tête du classement quotidien des ventes d’albums du site japonais Tower Records, l’un des plus gros du pays.

### 2018: Départ de Jaeseok, Miracle, Goldenness et Wish
Le 6 janvier 2018, Jaeseok annonce son départ du groupe citant des problèmes de santé. Le groupe continue donc avec dix membres et sort leur deuxième Ep ‘Miracle’ le 29 janvier. L’EP contient six pistes dont la chanson titre “It’s U” composée par Sweetune, notamment connu pour avoir également travaillé avec Infinite au début de leur carrière. Après “It’s U”, ils poursuivent la promotion de leur album dans les émissions musicales avec leur chanson “Lady” tiré du même EP et pour laquelle ils sortent un clip vidéo. Leurs promotions se concluent définitivement au bout de trois mois.
Le 4 mai, le groupe annonce officiellement le nom que porteront leurs fans, Goldenness, nom qui sera également donné à leur single ‘Goldenness’ sorti le 4 juillet. Il contient trois pistes dont la chanson titre “Let Me”. Le 22 mai, Golden Child organise leur première fan meeting ‘Golden Day’ à Séoul pour fêter le premier anniversaire du groupe et qui sera suivie de deux autres fanmeeting qui auront lieu cette fois-ci au à Nagoya et Tokyo au Japon, le 24 et 25 mai respectivement.
Le 24 juin, le groupe se produit à la convention KCON New York 2018 et participent également aux éditions suivantes, celles de KCON LA 2018 et KCON Thaïland 2018.
Lors de la cérémonie d’inauguration de leur fanclub 'Golden Child Cheerful Geumdong Time' qui s’est tenue le 4 juillet, les membres du groupe ont fait l’annonce surprise de leur comeback. Ainsi, le 24 octobre ils sortent leur troisième EP ‘Wish’ qui comportent sept pistes dont la chanson titre “Genie” et affichent pour la première fois une image plus mature.

### 2019: Spring Again, Re-boot
Le 2 mai 2019, Golden Child sort leur premier single digital intitulé ‘Spring Again’ qui sert de cadeau pour les fans pendant leur longue pause. Le 16 octobre de la même année, le premier sitcom du groupe “Crash! Insignificant roommates” commence à être diffusé exclusivement en ligne via les plateformes partenaires de Lululala Story Lab.
Le 18 novembre, après un an d’inactivité, les membres du groupe font leur retour tant attendu par les fans avec leur premier album studio intitulé “Re-boot” comportant douze pistes dont la chanson titre Wannabe. Avec ce comeback, le groupe laisse de côté son image plus juvénile au profit d’une nouvelle image plus mature et sombre. Le nom de l’album, Re-boot (“redémarrer” en français), est ainsi assez symbolique puisqu’il peut être interprété comme marquant le renouveau de Golden Child qui, après un an d’absence, se réinvente visuellement mais également musicalement. En effet, avec “Wannabe” ils expérimentent un nouveau genre en rupture avec celui de leurs précédentes chansons.
Le 26 décembre 2019, le groupe remporte sa toute première victoire dans une émission musicale dans le M Countdown.

### 2020 - Présent: Premier concert, Without You et Road to Kingdom
Du 18 au 19 janvier 2020, le tout premier concert du groupe « Future and Past » s’est déroulé avec succès, les tickets s’étant tous écoulés rapidement[source secondaire souhaitée].
Le 29 janvier, Golden Child sort une ré-édition de l’album “Re-boot” intitulé “Without You” qui contient deux nouvelles pistes, “I Love U Crazy!” et la chanson titre “Without You” avec laquelle le groupe continue d’expérimenter puisqu’elle s’inscrit dans la même lignée que “Wannabe”.
Le 20 mars, Woollim Entertainment confirme que Golden Child participera à la nouvelle émission de Mnet “Road to Kingdom” dans laquelle plusieurs boysbands s'affronteront dans l’espoir d’avoir une chance de se faire mieux connaître du grand public.

## Philanthropie
Le 30 novembre 2018, le groupe s'est produit lors du concert caritatif en l'honneur de Palu, Sigi et Donggala en Indonésie; tous les bénéfices du concert ont été reversés aux victimes du tremblement de terre et du tsunami qui ont frappé le pays.

## Membres
| Nom de scène | Nom de scène | Nom de naissance | Nom de naissance | Date de naissance | Nationalité | Positions                                           |
| Romanisé     | Coréen       | Romanisé         | Coréen           | Date de naissance | Nationalité | Positions                                           |
| ------------ | ------------ | ---------------- | ---------------- | ----------------- | ----------- | --------------------------------------------------- |
| Daeyeol      | 대열         | Lee Dae-yeol     | 이대열           | 11 février 1993   | Sud-coréen  | Leader, chanteur, danseur, hyung (le plus vieux)    |
| Y            | 와이         | Choi Sung-yoon   | 최성윤           | 31 juillet 1995   | Sud-coréen  | Chanteur principal, danseur                         |
| Jangjun      | 장준         | Lee Jang-jun     | 이장준           | 3 mars 1997       | Sud-coréen  | Rappeur principal                                   |
| Seungmin     | 승민         | Bae Seung-min    | 배승민           | 13 octobre 1998   | Sud-coréen  | Chanteur, danseur                                   |
| Jaehyun      | 재현         | Bong Jae-hyun    | 봉재현           | 4 janvier 1999    | Sud-coréen  | Chanteur, danseur                                   |
| Donghyun     | 동현         | Kim Dong-hyun    | 김동현           | 23 février 1999   | Sud-coréen  | Chanteur, danseur principal                         |
| Joochan      | 주찬         | Hong Joo-chan    | 홍주찬           | 31 juillet 1999   | Sud-coréen  | Chanteur principal, danseur, maknae (le plus jeune) |

### Anciens membres
| Nom de scène | Nom de scène | Nom de naissance | Nom de naissance | Date de naissance | Nationalité | Positions                                 | Date de départ |
| Romanisé     | Coréen       | Romanisé         | Coréen           | Date de naissance | Nationalité | Positions                                 | Date de départ |
| ------------ | ------------ | ---------------- | ---------------- | ----------------- | ----------- | ----------------------------------------- | -------------- |
| Jaeseok      | 재석         | Park Jae-seok    | 박재석           | 20 novembre 1995  | Sud-coréen  | Chanteur secondaire, danseur              | 6 janvier 2018 |
| TAG          | 태그         | Son Young-taek   | 손영택           | 13 avril 1998     | Sud-coréen  | Rappeur principal                         | 27 août 2024   |
| Jibeom       | 지범         | Kim Ji-beom      | 김지범           | 3 février 1999    | Sud-coréen  | Chanteur, danseur                         | 27 août 2024   |
| Bomin        | 보민         | Choi Bo-min      | 최보민           | 24 août 2000      | Sud-coréen  | Chanteur, danseur, maknae (le plus jeune) | 27 août 2024   |

## Discographie

### Extended plays
| Titre    | Détails de l'album                                                                                                | Meilleures positions | Ventes                 |
| Titre    | Détails de l'album                                                                                                | COR                  | Ventes                 |
| -------- | --- | -------------------- | ---------------------- |
| Gol-Cha! | - Date de sortie : 28 août 2017 - Labels : Woollim Entertainment, CJ E&M - Formats : CD, téléchargement numérique | 3                    | - COR : plus de 27 808 |

### Singles
| Titre                                                                       | Année | Meilleures position | Ventes | Album    |
| Titre                                                                       | Année | COR                 | Ventes | Album    |
| --------------------------------------------------------------------------- | ----- | ------------------- | ------ | -------- |
| "DamDaDi" (담다디)                                                          | 2017  | —                   | —      | Gol-Cha! |
| "—" indique que l'album ne s'est pas classé ou n'est pas sorti dans ce pays |       |                     |        |          |

### Bandes-son originales
| Année | Titre       | Album                                 |
| ----- | ----------- | ------------------------------------- |
| 2017  | Love Letter | 20th Century Boy and Girl OST Part. 3 |

## Filmographie

### Émissions de télévision
| Année | Émission        | Titre                  | Notes                                                 |
| ----- | --------------- | ---------------------- | ----------------------------------------------------- |
| 2017  | Mnet            | 2017 Woollim Pick      | Première émission de télé-réalité du groupe           |
| 2017  | Naver et V Live | Ring It! Golden Child! | Présentée tous les mardis ; animée par Kim Shin-young |

## Récompenses et nominations

### Mnet Asian Music Awards
| Année | Catégorie                | Travail nommé | Résultat   |
| ----- | ------------------------ | ------------- | ---------- |
| 2017  | Best New Male Artist     | Golden Child  | Nomination |
| 2017  | Qoo10 Artist of the Year | Golden Child  | Nomination |

### Seoul Music Awards
| Année | Catégorie            | Travail nommé | Résultat   |
| ----- | -------------------- | ------------- | ---------- |
| 2018  | New Artist Award     | Golden Child  | Nomination |
| 2018  | Popularity Award     | Golden Child  | Nomination |
| 2018  | Hallyu Special Award | Golden Child  | Nomination |